# Valdemar Sejr

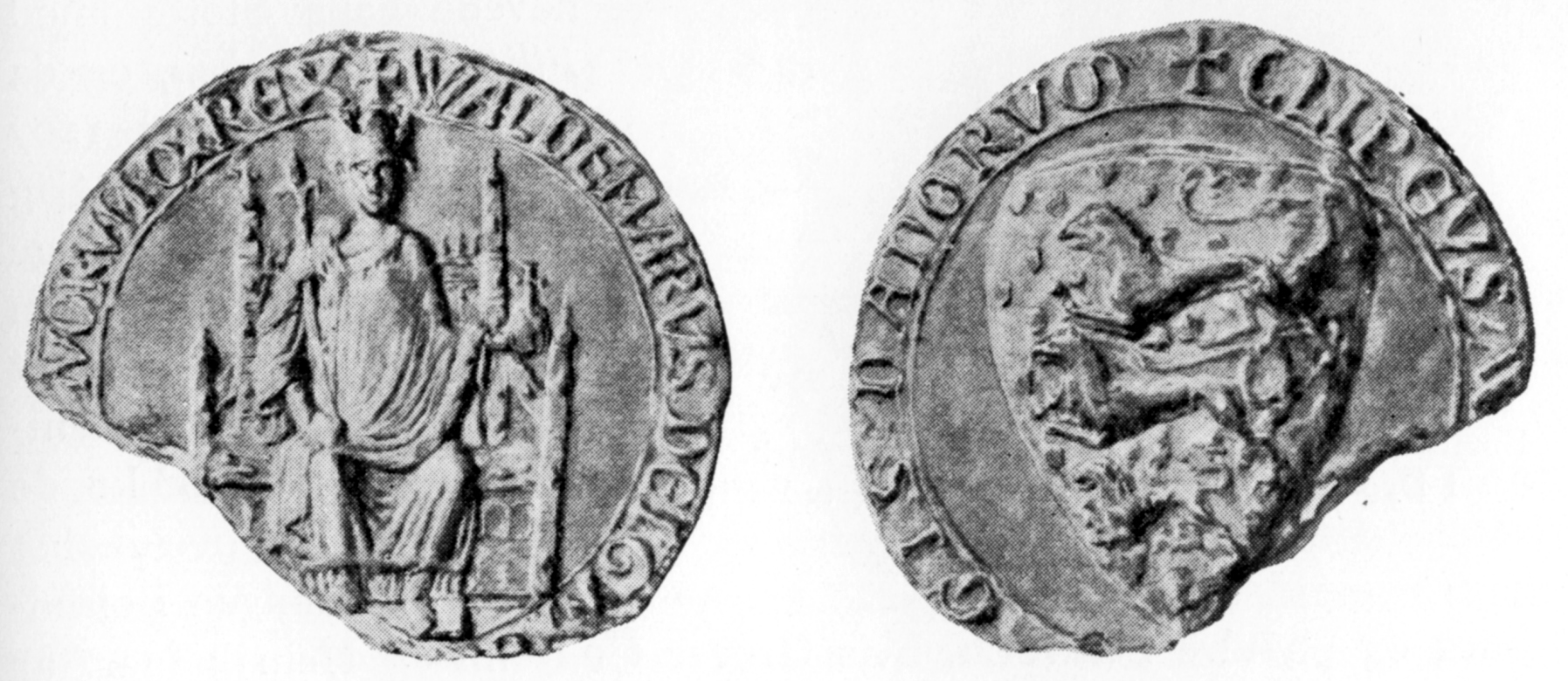
Valdemar Sejrs insegel.

Valdemar II (Segraren) av Danmark, danska Valdemar Sejr [sajr], född 28 juni 1170, död 28 mars 1241 i Vordingborg, begravd i Mariakyrkan i Ringsted, var hertig av Schleswig (Sønderjylland) från 1182 samt kung av Danmark 1202–1241. Valdemar är känd för sina erövringar i norra Tyskland och Baltikum, men under hans regeringstid hann även det danska stormaktsväldet falla samman. Han var son till Valdemar den store av Danmark och Sofia av Minsk, och efterträdde sin barnlöse bror Knut VI på tronen. 
Han gifte sig första gången år 1205 på Riberhus med Dagmar, dotter till kung Ottokar I av Böhmen. År 1206 ledde Valdemar tillsammans med ärkebiskop Anders Sunesen en korstågsflotta till Ösel. År 1212 dog hustrun Dagmar. År 1214 gifte Valdemar om sig med Berengaria av Portugal (död 1221) och det beslöts att hans son skulle bli Danmarks kung. År 1219 drog Valdemar Sejr med sin ledungsflotta på korståg till Estland, ditkallad att hjälpa Albert av Riga, som själv försökte erövra Estland. Det är i korståget mot esterna som Dannebrogen, enligt en senare nedtecknad legend, föll ned från himlen i slaget vid Lindanäs. Valdemar besegrade Estland med sin armé istället för Albert varmed landet blev en dansk koloni.
En annan legend förknippad med Valdemar är den om Kullamannen som efter att ha utmanat kungen avslöjade att alla hans tre söner skulle bli kungar, något som först fick kungen att bli glad, men sedermera insåg han att detta innebar att de skulle regera korta perioder och sedan dö.
Valdemar tillhör tillsammans med sin bror och far de så kallade Valdemarerna i den danska kungalängden.

## Barn
- Med Helena Guttormsdotter (dotter till Guttorm jarl och änka efter Esbern Snare) fick han sonen Knut (1211–1260) och sonen Nils Valdemarsson (död 1218), 1216 hertig av Halland.
- Med Dagmar av Böhmen fick han sonen Valdemar (1209–1231).
- Med Berengaria av Portugal fick han barnen
  - Erik Plogpenning (1216–1250),
  - Sofie (1217–1247),
  - Abel (ca 1218–1252) och
  - Kristofer (ca 1219–1259).